# Werner Kämmerer
Werner Kämmerer (* 1873 in Danzig; † unbekanntes Datum, wahrscheinlich in Barranquilla) war ein deutscher Luftfahrtpionier in Kolumbien.

## Leben
Von Beruf Bauingenieur war er als Handelsreisender Anfang des 20. Jahrhunderts an die Nordküste Südamerikas nach Barranquilla, Kolumbien, gekommen. Später versuchte er in der kolumbianischen Hauptstadt Bogotá die Gründung einer Luftfahrtgesellschaft vorzubereiten, die mit kolumbianischen und deutschen Technikern gegründet werden sollte. Kämmerer war mit seinem Vorschlag bei seinen Gesprächspartnern zunächst nicht erfolgreich, fand aber bei seiner Rückkehr nach Barranquilla ein günstigeres Umfeld.
Zu Beginn des Jahres 1920, nachdem er am 5. Dezember 1919 in Barranquilla die Sociedad Colombo Alemana de Transportes Aéreos (SCADTA) mitbegründet hatte, wurde Kämmerer nach Deutschland geschickt, um Flugzeuge zu kaufen und Piloten und weitere Mitarbeiter zu rekrutieren. Dort gelang es ihm, die ehemaligen Piloten Fritz W. Hammer (1891–1938) und Hellmuth von Krohn (1891–1924) sowie den Flugzeugingenieur Wilhelm Schnurbusch (1886–1960) zu holen. Hammer empfahl Junkers-Flugzeuge zu kaufen, weil deren Metallkonstruktionen auf die besonderen Bedingungen des kolumbianischen Klimas besser geeignet erschienen.
Kämmerer gelang es auch, die Flugzeugwerke Junkers für ein finanzielles Darlehen an SCADTA zu gewinnen, um den Erwerb von zwei Flugzeugen vom Typ Junkers F 13 ermöglichen. Die Maschinen kamen im Sommer 1920 in Kisten verpackt über den Atlantik und einige davon wurden durch den Panamakanal verschifft, wo sie wieder zusammengesetzt wurden.
Die beiden Piloten Hammer und von Krohn gewannen später den Preis für die erste Landung in Kolumbiens Hauptstadt Bogotá vor einem Nordamerikaner. Das Streckennetz der SCADTA breitete sich im Laufe der kommenden Jahre über ganz Kolumbien bis nach Ecuador aus und erschloss damit weiße Flecken auf der Landkarte.